# Віандар-де-ла-Вера
Віандар-де-ла-Вера (ісп. Viandar de la Vera) — муніципалітет в Іспанії, у складі автономної спільноти Естремадура, у провінції Касерес. Населення — 266 осіб (2010).
Муніципалітет розташований на відстані близько 160 км на захід від Мадрида, 100 км на північний схід від Касереса.

## Демографія
Динаміка населення (INE ):

## Галерея зображень

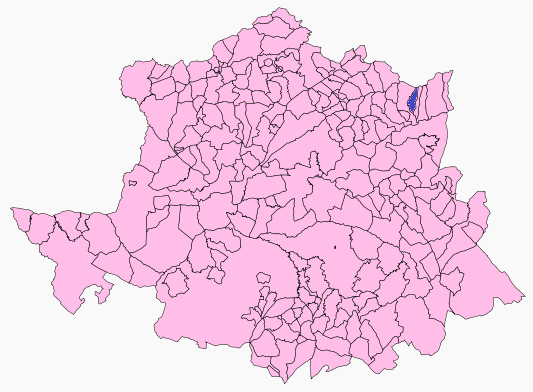
Розташування муніципалітету у провінції Касерес